# Apan, Mexiko
Apan är en kommunhuvudort i Mexiko.   Den ligger i kommunen Apan och delstaten Hidalgo, i den sydöstra delen av landet, 80 km öster om huvudstaden Mexico City. Apan ligger 2 489 meter över havet och antalet invånare är 26 385.
Terrängen runt Apan är kuperad åt nordväst, men åt sydost är den platt. Runt Apan är det ganska tätbefolkat, med 104 invånare per kvadratkilometer. Närmaste större samhälle är Calpulalpan, 18,4 km sydväst om Apan. Trakten runt Apan består till största delen av jordbruksmark.